# Коваленко, Юрий Васильевич
Юрий Васильевич Коваленко (укр. Юрій Васильович Коваленко; 1952—2011) — советский и украинский спортсмен и тренер; Мастер спорта СССР (1972), Заслуженный тренер Украины (1994), судья национальной категории, член Украинской коллегии спортивных судей.

## Биография
Родился 31 мая 1952 года в Днепропетровске.
В 1971 году окончил Днепропетровский индустриальный техникум по специальности техник-электрик. Занимался академической греблей. Достиг звания мастер спорта СССР. Затем стал тренером и, занимаясь тренерской работой, окончил в 1978 году Киевский государственный институт физической культуры и спорта.
Всю свою жизнь Юрий Коваленко проработал на днепропетровской водной базе Днепропетровского индустриального техникума (ныне — база Днепропетровской ШВСМ). В 2004—2010 годах был тренером юношеской сборной команды Украины по академической гребле. Воспитал много спортсменов от 1-го разряда до заслуженных мастеров спорта, среди которых — бронзовые призеры чемпионата Европы Анна Кравченко и Анна Куценко, а также призер чемпионата мира, трехкратная чемпионка Европы и участница Олимпийских игр Екатерина Тарасенко.
Умер 15 апреля 2011 года в Днепропетровске, похоронен в селе Вовниги Солонянского района Днепропетровской области.
Заслуги Юрия Васильевича Коваленко были отмечены государственными и ведомственными наградами. В 2005 году он был удостоен стипендии Президента Украины.